# Alt-Rjasan

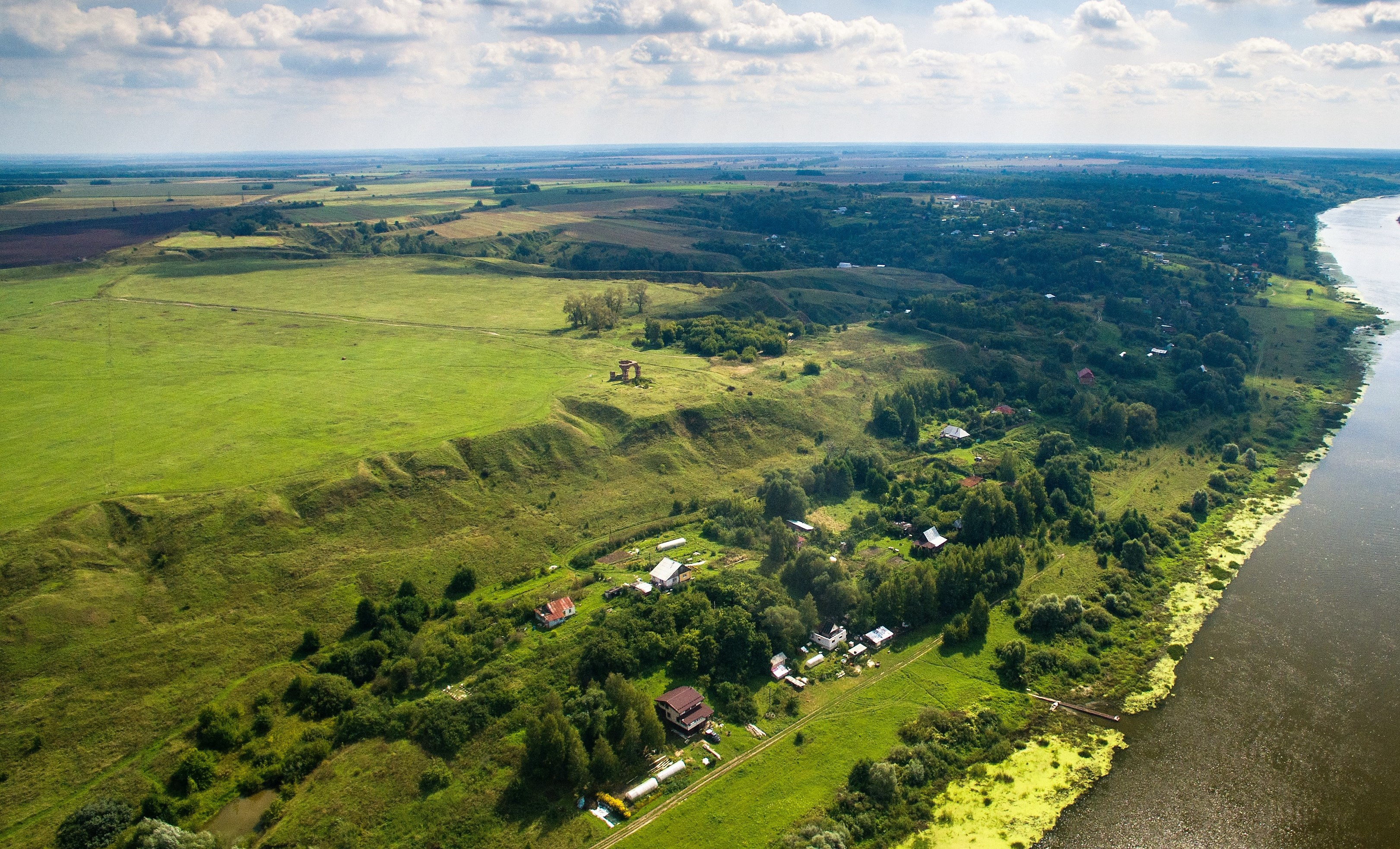
Die Wallburg von Alt-Rjasan

Alt-Rjasan (russisch Старая Рязань, zeitgenössisch nur Rjasan) war eine der größten altrussischen Städte des 12. und des 13. Jahrhunderts. Die erstmals 1096 in den Chroniken erwähnte Stadt lag an der Oka und war die Hauptstadt des Fürstentums Rjasan. Allein der befestigte Teil der Stadt umfasste über 60 Hektar, zusammen mit unbefestigten Vorstädten (Possads) waren es etwa 75 Hektar. Zu Beginn des 13. Jahrhunderts hatte die Stadt ca. 8000 Einwohner.
Alt-Rjasan wurde im Dezember 1237 als erste russische Stadt während der mongolischen Invasion der Rus von den Truppen Batu Khans belagert und zerstört. Alle ihre Bauwerke, darunter mehrere größere Sakralbauten aus weißem Stein, wurden vernichtet. Einer Version zufolge wurde die Stadt nie mehr wiederaufgebaut. Der Historiker und führende Kenner des Fürstentums Rjasan Alexander Mongait ging jedoch von einer Rückkehr eines Teils der Bevölkerung aus und verband den endgültigen Verfall der steppennahen Stadt mit den Angriffen der Goldenen Horde im 14. Jahrhundert. Zur Hauptstadt des Fürstentums wurde die 50 km flussaufwärts liegende Stadt Perejaslawl-Rjasanski. 1778 wurde sie in Rjasan umbenannt.
Heute ist von Alt-Rjasan eine ausgedehnte Wallburg übriggeblieben. Sie liegt auf dem gegenüberliegenden Flussufer bei der Stadt Spassk-Rjasanski. Eine filmische Rekonstruktion von Alt-Rjasan und seiner Belagerung 1237 ist im Historienfilm Die letzten Krieger (2017) zu sehen, der die Sage über Jewpati Kolowrat aufgreift.